# Корбянка (комуна)
Корбянка (рум. Corbeanca) — комуна у повіті Ілфов в Румунії. До складу комуни входять такі села (дані про населення за 2002 рік):
- Корбянка (1370 осіб) — адміністративний центр комуни
- Острату (367 осіб)
- Петрешть (462 особи)
- Тамаші (1519 осіб)

Комуна розташована на відстані 17 км на північ від Бухареста, 122 км на південь від Брашова.

## Населення
За даними перепису населення 2002 року у комуні проживали 3718 осіб.
Національний склад населення комуни:
| Національність | Кількість осіб | Відсоток |
| -------------- | -------------- | -------- |
| румуни         | 3650           | 98,2%    |
| цигани         | 58             | 1,6%     |
| угорці         | 3              | 0,1%     |
| німці          | 1              | < 0,1%   |
| євреї          | 1              | < 0,1%   |

Рідною мовою назвали:
| Мова             | Кількість осіб | Відсоток |
| ---------------- | -------------- | -------- |
| румунська        | 3709           | 99,8%    |
| угорська         | 2              | 0,1%     |
| німецька         | 1              | < 0,1%   |
| єврейська (їдиш) | 1              | < 0,1%   |

Склад населення комуни за віросповіданням:
| Релігія            | Кількість осіб | Відсоток |
| ------------------ | -------------- | -------- |
| православні        | 3649           | 98,1%    |
| баптисти           | 28             | 0,8%     |
| римо-католики      | 18             | 0,5%     |
| бретрени           | 4              | 0,1%     |
| мусульмани         | 3              | 0,1%     |
| адвентисти         | 2              | 0,1%     |
| реформати          | 1              | < 0,1%   |
| п'ятдесятники      | 1              | < 0,1%   |
| греко-католики     | 1              | < 0,1%   |
| юдеї               | 1              | < 0,1%   |
| не вказали релігію | 6              | 0,2%     |